# Планина
Планина (словен. Planina) — поселення в общині Костел, регіон Південно-Східна Словенія, Словенія. Висота над рівнем моря: 353,4 м.